# Pasumec elektrický
Pasumec elektrický je africká sladkovodní ryba, která dokáže ve svém těle generovat elektrické napětí až několik stovek voltů.

## Popis
Pasumec se vyznačuje velkým břichem a šesti vousky kolem úst. Je nahnědlý nebo našedlý, nepravidelně tečkovaný s černou barvou a dosahuje délky asi 1,2 metru a hmotnosti 23 kilogramů.
Svým elektrickým orgánem dokáže vytvořit napětí cca 200 - 350 V.

## Výskyt
Vyskytuje se v povodí Nilu a rovněž v tropické Africe (s výjimkou Viktoriina jezera), v jezeře Turkana, jezeře Čad a povodí Senegalu.
Vyskytuje se mezi kameny ve stojatých vodách. Aktivní je zejména v noci, živí se převážně rybami omráčenými elektrickými výboji.